# Вулька-Єрузальська
Вулька-Єрузальська (пол. Wólka Jeruzalska) — село в Польщі, у гміні Ковеси Скерневицького повіту Лодзинського воєводства.
Населення — 24 особи (2011).

## Демографія
Демографічна структура станом на 31 березня 2011 року:
|          | Загалом | Допрацездатний вік | Працездатний вік | Постпрацездатний вік |
| -------- | ------- | ------------------ | ---------------- | -------------------- |
| Чоловіки | 12      | 1                  | 10               | 1                    |
| Жінки    | 12      | 3                  | 4                | 5                    |
| Разом    | 24      | 4                  | 14               | 6                    |